# Henryk Wernic
Henryk Wernic (ur. 1829 w Warszawie, zm. 1905 tamże) – polski pedagog, pisarz, tłumacz, autor podręczników szkolnych, poradników dla nauczycieli i książek dla dzieci i młodzieży; przed powstaniem styczniowym zwolennik idei Bronisława Trentowskiego (wychowanie narodowe), po upadku powstania – sympatyk pozytywistów warszawskich; popularyzator zagadnień wychowania domowego i kształcenia rzemieślniczego, autor m.in. książek: Przewodnik wychowania, 1868, Nauka o rzeczach, 1874, Praktyczny przewodnik wychowania, 1891.

## Życiorys
Urodził się w Warszawie w roku koronacji Mikołaja I na króla Polski (1829) i rok przed wybuchem powstania listopadowego. Miał brata Adolfa. Przed powstaniem styczniowym rodzina Werniców była zamożna.
Henryk otrzymał staranne wykształcenie domowe, a następnie uczył się samodzielnie oraz ukończył warszawskie gimnazjum.
Prawdopodobnie było to Gimnazjum Realne w Warszawie – siedmioklasowa szkoła realna uruchomiona w sierpniu 1841 roku. Zajęcia kursu klasy siódmej (dwuletniego) miały charakter praktyczny. Akt utworzenia szkoły rozpoczyna wskazanie jego celu, zgodnego z pozytywistyczną zasadą pracy organicznej:

Głównym zadaniem Gimnazjum Realnego jest przygotowanie młodzieży do zajęć przemysłowych […] nauczanie przedmiotów ścisłych i technicznych oraz przeprowadzane zajęcia praktyczne z farbiarstwa, cukrownictwa, gorzelnictwa, górnictwa, produkcji chemikaliów i maszynoznawstwa, ze szczególnym uwzględnieniem maszyn stosowanych w fabrykach

Podjęcie studiów w Warszawie nie było możliwe (Szkoła Główna Warszawska powstała dopiero w roku 1862). Od 1851 roku Henryk Wernic był przez kilka lat szkolnym nauczycielem języka polskiego i geografii. Zainteresowała go pedagogika – czytał niemieckie pisma pedagogiczne, zafascynowała go wydana w 1842 roku dwutomowa książka Bronisława Trentowskiego pt. Chowanna, czyli system pedagogiki narodowej, a później pełnił funkcję guwernera w bogatych dworach ziemiańskich. Po upadku powstania przebywał we Francji, w Anglii (przez kilka lat był nauczycielem w męskim zakładzie koło Londynu) i w Niemczech (uczył w Dreźnie polską Polonię), poznawał zagraniczne systemy oświaty i wychowania, studiował fachowe piśmiennictwo. W roku 1868 choroba oczu zmusiła go do powrotu na stałe do Warszawy (korzystał ze wsparcia bratowej). Niewidomy pedagog wspominał później:

Odtąd czytałem wiele przy pomocy osób, które łaskawie czytać mi raczyły, i począłem pisać, a raczej dyktować artykuły treści wychowawczej, szukając w pracy pociechy i osłody, wreszcie założenie „Przeglądu Pedagogicznego” otworzyło mi drogę do szerszej działalności.

## Dorobek

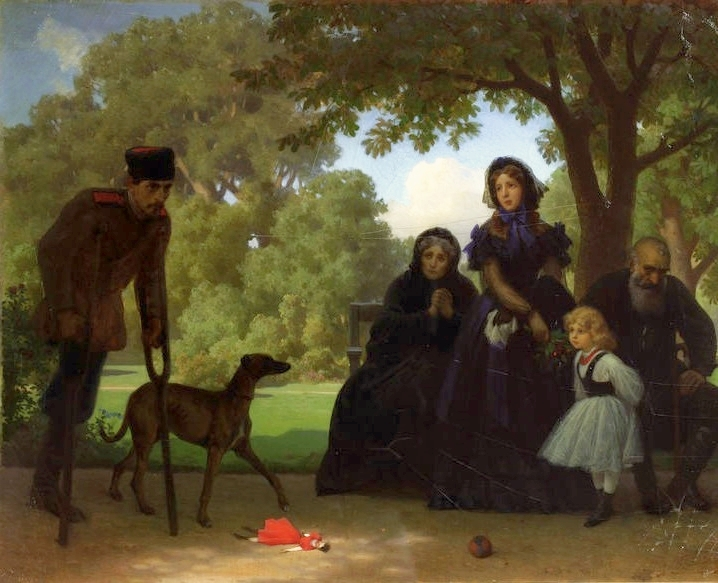
Trzy pokolenia Polaków w Ogrodzie Saskim na obrazie Grottgera, (1863)
„Bohaterom obrazu Grottgera pozostała wspólna rozpacz, wspólna niepewność i wspólne granice. Więcej ich łączy, niż dzieli.”.

Uważa się, że dorobek Wernica cechuje eklektyzm – splot kilku teorii pedagogicznych jego epoki, tj.:
– idee zawarte w Chowanna, czyli system pedagogiki narodowej… Trentowskiego (według WEP – „pedagogika romantyczna”)
– poglądy Johanna Herbarta (które propagowali znajomi pedagodzy z Drezna), dotyczące podstawowych idei pedagogiki, jej celów i środków
– utylitarne tendencje pozytywistów warszawskich, z którymi współdziałał po powrocie do Warszawy (zob. praca u podstaw, poglądy Aleksandra Świętochowskiego, dziennikarstwo Bolesława Prusa, działalność Piotra Chmielowskiego i innych, należących do „pokolenia Szkoły Głównej”)
W publikacjach poruszał przede wszystkim problemy wychowania dzieci w rodzinie (w mniejszym zakresie – w szkole).
Podkreślał znaczenie rodzinnych więzi emocjonalnych (podobne opinie wyrażała później Maria Ilnicka). Pisał m.in.:

Wychowańca należy doprowadzić do czynnej miłości własnego rodzeństwa, rodziny, kolegów. Stopniowo miłość ta ma ogarniać coraz szerszą sferę, aż wreszcie stanie się miłością ludzkości całej.

Miłość, posłuszeństwo i poczucie obowiązku – oto trzy główne czynniki czynu moralnego, przy ich pomocy dziecię pomału przystępuje do używania wolności […]. Miłość jest podwaliną moralnego budynku towarzystwa ludzkiego, utrzymuje go uczuciem wzajemnej skłonności. Miłość jest źródłem wszelkiej moralności, a stąd pierwotną i zasadniczą siłą każdego wychowania”.

Wstęp:W żadnej obcej beletrystycznej literaturze nie znajdujemy tak często potrącanej kwestji wychowania, jak w naszej; najważniejsze to pytanie w innych społeczeństwach ostatecznie załatwione zostało, w naszem oczekuje jeszcze rozwiązania. Od dawna też kwestja wychowania stała się przewodniczącą myślą wielu utworów… góruje Orzeszkowa, wykazując przyczynowy związek pomiędzy wychowaniem jednostek, a późniejszem ich postępowaniem w życiu.

Książki (wybór)
- 1868 – Przewodnik wychowania, Warszawa (rozpoczęta w Dreźnie)
- 1891 – Praktyczny przewodnik wychowania, Warszawa
- 1895 – Myśli o wychowaniu i nauczaniu, Warszawa (Z mojego życia)
- 1902 – Wychowanie dzieci wyłącznie do lat sześciu, Warszawa

Broszury (wybór)
- 1898 – Znakomici rzemieślnicy i przemysłowcy
- 1898 – Co i jak robią rzemieślnicy. Opis rzemiosł dla młodzieży tudzież przewodnik przy wyborze powołania

Artykuły (wybór)
- 1873 – Froebel i ogródki dziecinne, „Opiekun Domowy”, no. 36, s. 37
- 1873 – Gawędy o wychowaniu, „Opiekun Domowy”, no. 8, s. 69
- 1873 – Jak się mają zachować starsi wobec zabaw dzieci, „Opiekun Domowy”, no. 19, s. 143
- 1882 – Osobistość nauczyciela, „Przegląd Pedagogiczny”, Vol. 1, p. 10–14
- 1885 – Czy i jak karać należy małe dzieci, „Przegląd Pedagogiczny”, nr 22
- 1885 – Kształcąc młodzież żeńską nie lekceważmy praw higienicznych, „Przegląd Pedagogiczny”, no. 14
- 1886 – Jak należy postępować z chorym dzieckiem, „Przegląd Pedagogiczny”, no. 2
- 1887 – Kilka myśli o wychowaniu fizycznym, „Przegląd Pedagogiczny”, no. 17
- 1887 – O kształceniu charakteru, „Przegląd Pedagogiczny”, no. 19–23
- 1888 – Kilka słów o wychowaniu moralnie zaniedbanych dzieci, „Przegląd Pedagogiczny”, no. 4–5
- 1889 – Przesada w pochwałach i nagradzaniu, „Przegląd Pedagogiczny”, no. 5
- 1890 – Próżność, „Przegląd Pedagogiczny” no. 9
- 1894 – Otwartość w wychowaniu, „Przegląd Pedagogiczny”

Inne
Dorobek H. Wernica zawiera niemal całkowicie zapomnianą beletrystykę dla dzieci i młodzieży (pozycje autorskie i adaptacje opowiadań, nowel i powieści z literatury angielskiej). Pisał też poradniki, podręczniki do nauki języka polskiego, arytmetyki i historii; opracowywał przekłady dzieł angielskich i niemieckich z takich dziedzin jak fizjologia, higieny, logika, psychologia, astronomia, geologia.
Analizował prace Karola Darwina – „O wyrazie uczuć u człowieka i zwierząt” (The Expression of the Emotions in Man and Animals, 1872; zob. m.in. mimika, mowa ciała, badania P. Ekmana) i „Szkic biograficzny o dziecku” (ang. A biographical sketch of an infant, 1877) oraz niemieckie „szkice biograficzne” z lat 70. XIX w. Dostrzeżone prawidłowości rozwoju dziecka od urodzenia do 2–3 roku życia opisał w pracy pt. Biografia dziecka („Ateneum” 1879, s. 484–511), która bywa uznawana za „bodaj pierwszą polską syntezę psychologii rozwoju małego dziecka, adresowaną do rodziców”.

## Upamiętnienie
Henryk Wernic jest wymieniany w pracach na temat historii polskiej pedagogiki obok Piotra Chmielowskiego, Bolesława Prusa, Aleksandra Świętochowskiego, Anieli Szycówny. Współcześnie jego dorobek popularyzuje Danuta Mucha z Uniwersytetu Opolskiego oraz Krzysztof Jakubiak z Uniwersytetu Gdańskiego.